# Colette Besson
Colette Besson (Saint-Georges-de-Didonne, 7 april 1946 – La Rochelle, 9 augustus 2005) was een Franse atlete, die zich had toegelegd op de 400 m. Zij werd olympisch kampioene op deze afstand. Ze was ook enige tijd in het bezit van het wereldrecord op zowel dit onderdeel als op de 4 x 400 m estafette.

## Biografie

### Rennen door de branding
Besson groeide op in een gezin van drie kinderen, van wie zij de middelste was. Haar vader was taxichauffeur en haar moeder kleermaakster en beiden hadden moeite om het hoofd boven water te houden. Na schooltijd ging Colette Besson vaak naar het strand, waar ze soms kilometers lang door de branding kon rennen. Ook als ze een pakje voor haar moeder moest wegbrengen, deed ze dat meestal rennend.

### Looptalent ontdekt door gymlerares
In 1960 wordt het looptalent van de Française ontdekt door haar gymlerares, madame Auxirre. Tijdens een looptraining in het kader van haar examen lichamelijke opvoeding voor haar einddiploma, loopt ze de 60 meter die de leerlingen om beurten moeten afleggen, zo snel dat madame Auxirre aanvankelijk denkt, dat haar stopwatch kapot is. Eenmaal overtuigd van het feit dat Besson harder kan lopen dan wie ook, neemt ze haar mee naar atletiekclub l’As Goélands. Hier ontfermt trainer Yves Durand Saint-Omer zich over haar. Deze kiest voor een brede opleiding, waarin hij Besson laat hordelopen, hoogspringen en speerwerpen.
Als zij als achttienjarige de 200 m in 25,0 s loopt, weet Durand Saint-Omer genoeg: tijd om te specialiseren. Gezien haar snelheid en uithoudingsvermogen valt de keus op de 400 m en worden de Olympische Spelen van Mexico in 1968 het doel. Haar eerste 400 m gaat in 1964 in 63,6, bijna elf seconden langzamer dan olympisch kampioene Betty Cuthbert dat jaar in Tokio op de klokken laat zetten. Twee jaar later loopt ze in juli al 59,2 en in augustus van dat jaar wordt ze bij de Franse kampioenschappen tweede in 54,2.

### Niet naar EK in Boedapest
Door haar prestaties was Colette Besson inmiddels uitgegroeid tot een kandidate voor deelname aan de Europese kampioenschappen van 1967 in Boedapest. Daartoe zou ze dan echter moeten deelnemen aan de centrale trainingen in Parijs onder leiding van de Franse bondscoach Robert Bobin. Toen Durand Saint-Omer hieraan weigerde mee te werken ("Colette Besson traint bij mij, ze komt niet naar Parijs"), waren de poppen aan het dansen. Resultaat: Colette Besson werd niet uitgezonden.
Er zat weinig anders op dan de Franse bond te laten zien, dat men ongelijk had gehad. Bij de Franse kampioenschappen van 1968 werd Besson dan ook kampioene in 53,2, een van de beste wereldprestaties van dat moment. Hiermee kwalificeerde zij zich ruimschoots voor de Olympische Spelen en kon dus niemand meer om haar heen.

### Onverwachte kampioene
Ondanks haar snel gestegen prestatiecurve hielden in Mexico weinigen rekening met de Française met het lange, donkere haar. Na in de series soepel en glimlachend naar een overwinning te zijn gelopen in 53,1, liet ze in een verregende halve finale na een gedurfde start de eer aan de Duitse Helga Henning in 53,3. Zelf werd ze gecontroleerd tweede in 53,6. Het doel, de finale, was bereikt. In de tweede halve finale werd veel sneller gelopen. De grote favoriete, Lillian Board en de verrassende Nederlandse Mirna van der Hoeven bestreden elkaar te vuur en te zwaard en werden eerste en tweede in respectievelijk 52,5 en 52,6.
In de finale waren het aanvankelijk Lillian Board en de Amerikaanse Jarvis Scott die het voortouw namen. Van hen hield Lillian Board als enige het tempo vol en leek, met nog 50 meter te gaan, op weg naar de overwinning. Besson was echter al na 200 meter langszij de voor haar gestarte Van der Hoeven gekomen en sindsdien stelselmatig bezig aan een inhaalrace, waarbij ze de ene na de andere concurrente verschalkte. Ook Board moest er uiteindelijk vlak voor de finishlijn aan geloven. In 52,0 evenaarde Besson het olympische record van Betty Cuthbert en met Board als tweede in 52,1 en de Russische Natalia Pechenkina als derde in 52,2 werd dit de snelste olympische 400 meterfinale tot dan toe. Zelfs de als achtste finishende Van der Hoeven liep nog 53,0.

### Twee wereldrecords en toch tweemaal zilver
Een jaar later was Colette Besson dicht bij een volgende aansprekende titel. Op de Europese kampioenschappen in Athene finishte ze in de finale 400 m op het oog gelijk met haar verrassende landgenote Nicole Duclos in 51,7, een wereldrecord voor beiden. De geraadpleegde finishfoto wees later echter Duclos, met twee honderdste seconde verschil, als winnares aan. Op de 4 x 400 m estafette gebeurde vervolgens iets vergelijkbaars. Nadat Besson en Duclos in de serie, samen met Bernadette Martin en Eliane Jacq, naar een overwinning waren gefreewheeld, passeerde Colette Besson in de finale als laatste loopster samen met de haar furieus inhalende Lillian Board de finishlijn. Ook hier viel na bestudering van de finishfoto de beslissing in haar nadeel uit: Board werd tot winnares verklaard en won zodoende in wereldrecordtijd de laatste gouden medaille voor Groot-Brittannië. De Franse ploeg realiseerde dezelfde tijd (3.30,8) en kreeg het wereldrecord dus eveneens in bezit.

### Buiten de medailles
Na 1969 nam Colette Besson nog deel aan diverse grote kampioenschappen, maar met uitzondering van de Middellandse Zeespelen in 1971, waar ze kampioene werd op de 400 m, veroverde zij geen aansprekende titels of medailles meer. Bij de Olympische Spelen van 1972 werd zij op de 400 m in haar serie derde en was hiermee uitgeschakeld. Op de 4 x 400 m estafette revancheerde zij zich enigszins. Het Franse viertal, dat naast Colette Besson bestond uit Martine Duvivier, Bernadette Martin en Nicole Ducros, was zeker niet kansloos voor eremetaal, maar finishte uiteindelijk als vierde in 3.27,5. In deze race liep de formatie van de DDR in 3.23,0 een wereldrecord.

### Einde atletiekloopbaan
In later jaren schakelde Besson over naar de middellange afstanden, maar boekte, behalve in eigen land, geen aansprekende successen. Bij de Europese indoorkampioenschappen van 1973 in Rotterdam bereikte zij op de 800 m weliswaar de finale, maar hierin werd zij vrij roemloos zesde. Het werd haar laatste optreden in een groot kampioenschapstoernooi. In 1977 zette Colette Besson een punt achter haar atletiekloopbaan.
Na haar sportcarrière bleef Besson een actieve rol spelen in het bestuur van de Franse atletiek. Zo was zij vanaf 2002 bestuursvoorzitter van het Franse anti-doping laboratorium in Châtenay-Malabry, vlak buiten Parijs.

### Ziekte
In 2003 werd bij Colette Besson keelkanker geconstateerd. Op 9 augustus 2005 overleed ze hieraan. Besson was getrouwd met Jean-Pierre Muller en had twee dochters, Sandrine en Stéphanie.

## Titels
- Olympisch kampioene 400 m – 1968
- Europees indoorkampioene 400 m - 1969
- Europees indoorkampioene estafette 4 x 1 ronde – 1969
- Europees indoorkampioene estafette 1-2-3-4 ronden – 1970
- Middellandse Zeespelen kampioene 400 m – 1971
- Frans kampioene 400 m – 1968, 1971
- Frans kampioene 800 m – 1970, 1971
- Frans kampioene veldlopen – 1971
- Frans indoorkampioene 300 m – 1969
- Frans indoorkampioene 400 m – 1972
- Frans indoorkampioene 600 m – 1969, 1970
- Frans indoorkampioene 800 m – 1971, 1973
- Frans indoorkampioene 1500 m – 1976

## Persoonlijke records
Outdoor
| Onderdeel | Prestatie                  | Datum             | Plaats |
| --------- | -------------------------- | ----------------- | ------ |
| 200 m     | 23,4 s                     | 1969              |        |
| 400 m     | 51,7 s (51,79 el.) (ex-WR) | 18 september 1969 | Athene |
| 800 m     | 2.03,3 s                   | 1971              |        |
| 1500 m    | 4.25,04 s                  | 1975              |        |

Indoor
| Onderdeel | Prestatie      | Datum        | Plaats   |
| --------- | -------------- | ------------ | -------- |
| 400 m     | 54,0 s (ex-WR) | 9 maart 1969 | Belgrado |

## Palmares

### 400 m
- 1966:  Franse kamp. – 54,2 s
- 1968:  Franse kamp. – 53,2 s
- 1968:  OS – 52,0 s (ev.-OR)
- 1969:  Eur. indoorspelen – 54,0 s (WR)
- 1969:  EK in Athene – 51,7 s (WR)
- 1970:  Eur. indoorspelen – 53,6 s
- 1971: 7e EK in Helsinki – 53,7 s
- 1972: 3e in serie OS – 53,41 s

### 800 m
- 1973: 6e EK indoor – 2.08,61 (in serie 2.07,46)

### 4 × 340 m
- 1973:  EK indoor - 3.11,20

### 4 × 360 m
- 1972:  EK indoor - 3.11,65

### 4 × 400 m
- 1969:  EK – 3.30,8 (WR)
- 1972: 4e OS – 3.27,5

1964: Betty Cuthbert ·
1968: Colette Besson ·
1972: Monika Zehrt ·
1976: Irena Szewińska ·
1980: Marita Koch ·
1984: Valerie Brisco-Hooks ·
1988: Olga Bryzgina ·
1992: Marie-José Pérec ·
1996: Marie-José Pérec ·
2000: Cathy Freeman ·
2004: Tonique Williams-Darling ·
2008: Christine Ohuruogu ·
2012: Sanya Richards-Ross ·
2016: Shaunae Miller ·
2020: Shaunae Miller ·
2024: Marileidy Paulino
- Bibliothèque nationale de France: cb15943347f (data)
- World Athletics: 14362258
- International Standard Name Identifier: 0000 0003 5912 4211
- Système universitaire de documentation: 088906566
- Virtual International Authority File: 216194367